# 霧 - the route of infection KANARIA.
「霧 - the route of infection KANARIA.」（キリ ザ ルート オブ インフェクション カナリア）はインディーズレーベルIMの作品のひとつで、2007年12月24日から始まったドラマCDを原作としている。キャッチコピーは「守るべきは少女か、世界か。愛すべきは世界か、少女か」。
2009年より蟻田蜂子により『クロフネZERO』（リブレ出版）で漫画化もされている。

## 登場人物
レイン(Rain)
声 - 三木眞一郎
キリの兄。世界を転々と旅している考古学者の卵。基本的に無感情だが、キリに対しては盲目的な愛を注いでいる。キリがカナリアに感染してからは、世界から拒絶されている。
ロックウェル(Rockwell)
声 - 鈴村健一
二つの世界を生きる男。向こうの世界ではキリの恋人だが、こちらの世界ではまったくの赤の他人。いつも片手間に携帯ゲームを弄っており、いまいちやる気に欠ける性格。レインが苦手。
ヴァルフォア(Balfour)
声 - 平田広明
アイルランドの少女連続誘拐犯。キリ、クローイー、イーファの他に複数の少女を部屋に軟禁していた。服役中の身だったが、アリストファネスに導かれ釈放された。基本的に面倒見がよく、料理が得意。
カナリア(KANARIA)
声 - 櫻井孝宏
世界に感染する派生型ウイルス『トリカゴ』の一種。人格を持ち、世界を支える少女に接触し、侵食してしまう最新型のウイルス。純粋に『世界』を愛しており、世界の記憶や世界に生きる人間を否定する。
キリ
声 - かないみか
世界の記憶を埋め込まれた少女。世界の全てを知り、様々な人間の声を聞くことが出来るが、誰よりも普通に生きたいと願う。世界を蝕むトリカゴに感染しており、カナリアに侵され、レインを拒絶するようになる。
フクロウ
声 - 一条和矢
世界案内人
声 - 青野武
クローイー/イーファ
声 - 釘宮理恵
ロベルタ
声 - 皆口裕子

## 特別用語
トリカゴ
数年前、自動発生した世界感染ウイルス。
トリカゴは過去三度に渡り世界への侵入を試みている。名称は以下の通り。
TYPE.01@コウノトリ
TYPE.02@セキレイ
TYPE.03@エトピリカ
初期ウイルス『コウノトリ』による記憶損壊事件は、今も尚、世界に大きな爪痕を残す。
数年前、地球侵略を目的に開発された世界感染ウイルス。その後の研究により、トリカゴは何者かによって作られたウイルスでは無く、完全なる自動発生による生命体だということが判明。
トリカゴは人間と同等の思考能力を 持つと思われる。
直接人間に危害を加えることはない （出来ない？）
現在アリストファネス側は、トリカゴの目的は『世界の記憶を奪うこと』として調査を進めている。
トリカゴは形態を変え、過去三度に渡り世界への侵入を試みている。名称は下記の通り。
四番目のトリカゴ、『カナリア』について。現時点では情報不足の為足取が掴めない。引き続き調査を進める。
既にキリと接触している？
人間の姿を持つ新型のウイルス？
カナリア
『トリカゴ』から生まれた四番目の世界感染型ウイルス。アリストファネスが発表した正式名称は【TYPE.04@KANARIA】通称カナリア。
現時点で確認されている最新型のウイルス
人間と変わらない姿形・感情・言語を持ち、 直接人間に危害を加えることが可能となった。 キリとの接触も可能
世界の記憶を奪う為、キリを連れ去る。 消息は現在も不明
アリストファネス
世界の声を聞くことが出来る存在を指す。個々に感情を持たず、世界の望みを絶対とする。アリストファネスの言葉は世界の意志そのものとされている。
世界をトリカゴの感染から守る為、人間（キリ）に"世界の記憶"を埋め込む。
トリカゴは人間に触れることは出来ない存在とされている。
四番目のトリカゴ、カナリアにはそれが可能？
カナリアを排除する為に、キリの記憶に深い関わりを持つ（？）人間を世界の狭間に招待する。
コウノトリの世界崩壊
一番目のトリカゴ、【コウノトリ】による記憶損壊事件。トリカゴの侵略に対し抵抗の術を持たなかった世界は記憶の一部をコウノトリによって奪われた。
世界には今も、記憶を失った人間がアリストファネスに一部の記憶を供給されて生きている。
その後アリストファネスは世界の意思を継ぎ、 世界の記憶を人間の体内に隠すことにした。
キリ以外にも何人かの人間が、世界の記憶を持っていた過去がある。
コウノトリは世界から拒絶され、消滅したと言われている。

## スタッフ
- 原作・脚本：二宮愛
- イラスト・キャラクターデザイン：田倉トヲル

## 関連商品
本編ドラマCD
- 霧 - the route of infection KANARIA. ansem:01（2007年12月24日発売）
- 霧 - the route of infection KANARIA. ansem:02（2008年12月24日発売）

書籍
- ゼロコミックス 霧 -the route of infection KANARIA.(1) 漫画:蟻田蜂子 原作:二宮愛 (2010年8月10日発売)